# Alois Hochegger
Alois Hochegger (* 25. Juni 1949 in Preims, Stadtgemeinde Wolfsberg (Kärnten)) ist ein österreichischer Bankmanager.
Alois Hochegger studierte Betriebswirtschaftslehre in Graz. 1976 trat er als Revisor in die Prüfungsstelle des damaligen Hauptverbandes der Sparkassen ein und wechselte 1981 in die Sparkasse Wolfsberg, wo er 1983 den Vorsitz im Vorstand übernahm. Nach Fusion der Sparkasse Wolfsberg mit der Kärntner Sparkasse im Jahr 1990 wurde er Mitglied des Vorstandes der Kärntner Sparkasse und übernahm 1999 den Vorsitz des Vorstandes. 
2005 wurde er zum Präsidenten des Österreichischen Sparkassenverbandes gewählt. Er ist außerdem Mitglied von Aufsichtsorganen einiger Tochterunternehmen der  Österreichischen Sparkassengruppe.
| Personendaten    | Personendaten                |
| ---------------- | ---------------------------- |
| NAME             | Hochegger, Alois             |
| KURZBESCHREIBUNG | österreichischer Bankmanager |
| GEBURTSDATUM     | 25. Juni 1949                |
| GEBURTSORT       | Wolfsberg (Kärnten)          |